# Children of the 20th Century
Children of the 20th Century (en hangul, 20세기 소년소녀; romanización revisada, 20segi sonyeonsonyeo) es una serie de televisión surcoreana transmitida desde el 9 de octubre hasta el 28 de noviembre de 2017 por MBC. Es protagonizada por Kim Ji Suk, Han Ye-seul, Lee Sang-woo y Lee Sang-hee.

## Argumento
La serie sigue a tres mujeres de 35 años que se conocen desde niñas, y que comienzan su proceso de crecimiento a través del amor, la amistad y sus lazos familiares. Un día el amor platónico de las tres de cuando eran jóvenes aparece frente a ellas.

## Reparto

### Personajes principales
- Kim Ji-seok como Gong Ji-won.
- Han Ye-seul como Sa Jin-jin.[2]
- Lee Sang-woo como Anthony / Lee Chul-min
- Lee Sang-hee como Jang Young-shim.
- Oh Sang-jin como Kang Kyung-suk.
- Ryu Hyun-kyung como Han Ah-reum.
- Ahn Se-ha como Jung Woo-sung.[3]

### Personajes secundarios
| Actor           | Personaje                         | Ocupación                                                  | Episodios | Duración |
| --------------- | --------------------------------- | ---------------------------------------------------------- | --------- | -------- |
| Kim Chang-wan   | Sa Chang-wan                      | Padre de Jin-jin                                           | -         | 2017     |
| Kang Mi-na      | Sa Jin-jin (de joven)             | -                                                          | -         | 2017     |
| Kim In-seong    | Gong Ji-won (de joven)            | -                                                          | -         | 2017     |
| Park Seung-jun  | Anthony / Lee Chul-min (de joven) | -                                                          | -         | 2017     |
| Han Ji-won      | Jang Young-shim (de joven)        | -                                                          | -         | 2017     |
| Song Soo-hyun   | Han A-reum (de joven)             | -                                                          | -         | 2017     |
| Kwon Do-kyun    | Jung Woo-sung (de joven)          | -                                                          | -         | 2017     |
| Kim Chang-wan   | Sa Chang-wan                      | Padre de Jin-jin                                           | -         | 2017     |
| Kim Mi-kyung    | Kim Mi-kyung                      | Madre de Jin-jin                                           | -         | 2017     |
| Shin Won-ho     | Sa Min-ho                         | Hermano Menor de Jin-jin                                   | -         | 2017     |
| Kim Jung-hwa    | Sa Ho-sung / Lee Su-hyun          | Hermana Mayor de Jin-jin                                   | -         | 2017     |
| Kim Tae-hoon    | Lee Seung-goo                     | Padrastro de Ji-won / Padre de Chul-min                    | -         | 2017     |
| Kim Young-soon  | Lee Gwang-hee                     | Madre de Ji-won                                            | -         | 2017     |
| Shin Se-hwi     | Lee Ha-ram                        | Media Hermana de Ji-won                                    | -         | 2017     |
| Jang Jae-ho     | Kim Tae-hyun                      | Asistente de Ji-won                                        | -         | 2017     |
| Choi Beom-ho    | Han Hak-gyu                       | Padre de A-reum                                            | -         | 2017     |
| Yoon Bok-in     | Yoon Bok-in                       | Madre de A-reum                                            | -         | 2017     |
| Lee Chang-yeob  | Lee Dong-hoon                     | Copiloto / Compañero de Trabajo de A-reum                  | -         | 2017     |
| Jang Hee-ryung  | Jang Ji-hye                       | Compañera de trabajo de A-reum                             | -         | 2017     |
| Kim Yik-tae     | Jang Jang-soo                     | Padre de Young-shim                                        | -         | 2017     |
| Park Myung-shin | Kim Young-ja                      | Madre de Young-shim                                        | -         | 2017     |
| Kim Kwang-shik  | Jang Gi-bong                      | Mánager de Jin-jin en "Chamjin Entertainment"              | -         | 2017     |
| Lee Jae-kyoon   | Lee Hong-hee                      | Mánager de Carretera de Jin-jin en "Chamjin Entertainment" | -         | 2017     |
| Lee Yoo-mi      | Mi Dal-yi (Cho Mi-hyun)           | Estilista de Jin-jin en "Chamjin Entertainment"            | -         | 2017     |
| Ji Yoon-ho      | Hyun-woo                          | -                                                          | -         | 2017     |
| Shin Dong-mi    | Choi Jung-eun                     | Agente de Anthony / Lee Chul-min                           | -         | 2017     |

### Apariciones especiales
| Actor          | Personaje | Ocupación                        | Episodios donde apareció | Duración |
| -------------- | --------- | -------------------------------- | ------------------------ | -------- |
| Golden Child   | "Master"  | Grupo Musical                    | 1, 3                     | 2017     |
| Park Byung-eun | -         | -                                | -                        | 2017     |
| Park Eun-ji    | -         | Presentadora de "We Got Married" | 13                       | 2017     |

## Recepción

### Audiencia
En la tabla, el color azul indica la audiencia más baja y en rojo la más alta, correspondientes a las empresas medidoras TNms y AGB a nivel nacional y en el área metropolitana de Seúl, durante los 32 episodios emitidos desde el 9 de octubre hasta el 28 de noviembre de 2017. El 10 de octubre de 2017, el episodio del día de Children of the 20th Century no salió al aire debido a la transmisión del partido amistoso de fútbol masculino entre Corea y Marruecos. Por ello, un día antes se emitieron cuatro episodios seguidos.[cita requerida]
| Ep. #    | Fecha de estreno        | Cuota de pantalla | Cuota de pantalla | Cuota de pantalla | Cuota de pantalla |
| Ep. #    | Fecha de estreno        | TNmS              | TNmS              | AGB Nielsen       | AGB Nielsen       |
| Ep. #    | Fecha de estreno        | Nacional          | Seúl              | Nacional          | Seúl              |
| -------- | ----------------------- | ----------------- | ----------------- | ----------------- | ----------------- |
| 1        | 9 de octubre de 2017    | 4.9 %             | 5.5 %             | 4.2 %             | 4.8 %             |
| 2        | 9 de octubre de 2017    | 4.6 %             | 5.3 %             | 3.9 %             | 4.7 %             |
| 3        | 9 de octubre de 2017    | 4.7 %             | 5.4 %             | 3.5 %             | 4.2 %             |
| 4        | 9 de octubre de 2017    | 3.8 %             | 4.7 %             | 3.1 %             | 3.9 %             |
| 5        | 16 de octubre de 2017   | 3.6 %             | 4.0 %             | 3.2 %             | 3.6 %             |
| 6        | 16 de octubre de 2017   | 3.9 %             | 4.4 %             | 3.5 %             | 4.0 %             |
| 7        | 17 de octubre de 2017   | 4.5 %             | 4.8 %             | 3.7 %             | 4.1 %             |
| 8        | 17 de octubre de 2017   | 4.7 %             | 5.2 %             | 4.3 %             | 4.8 %             |
| 9        | 23 de octubre de 2017   | 3.7 %             | 4.3 %             | 3.2 %             | 3.9 %             |
| 10       | 23 de octubre de 2017   | 4.1 %             | 4.4 %             | 3.7 %             | 4.0 %             |
| 11       | 24 de octubre de 2017   | 4.3 %             | 5.1 %             | 3.0 %             | 3.8 %             |
| 12       | 24 de octubre de 2017   | 4.7 %             | 5.6 %             | 3.0 %             | 3.9 %             |
| 13       | 30 de octubre de 2017   | 3.8 %             | 3.9 %             | 2.8 %             | 3.1 %             |
| 14       | 30 de octubre de 2017   | 3.8 %             | 4.0 %             | 3.1 %             | 3.2 %             |
| 15       | 31 de octubre de 2017   | 4.1 %             | 4.2 %             | 3.3 %             | 3.4 %             |
| 16       | 31 de octubre de 2017   | 4.0 %             | 4.4 %             | 3.5 %             | 3.9 %             |
| 17       | 6 de noviembre de 2017  | 3.3 %             | 3.4 %             | 2.5 %             | 2.6 %             |
| 18       | 6 de noviembre de 2017  | 3.4 %             | 3.5 %             | 2.7 %             | 2.8 %             |
| 19       | 7 de noviembre de 2017  | 4.3 %             | 4.9 %             | 2.9 %             | 3.5 %             |
| 20       | 7 de noviembre de 2017  | 3.9 %             | 4.1 %             | 2.8 %             | 3.0 %             |
| 21       | 13 de noviembre de 2017 | 4.2 %             | 4.4 %             | 2.8 %             | 3.0 %             |
| 22       | 13 de noviembre de 2017 | 3.8 %             | 4.1 %             | 2.7 %             | 2.9 %             |
| 23       | 14 de noviembre de 2017 | 3.8 %             | 4.2 %             | 3.4 %             | 3.8 %             |
| 24       | 14 de noviembre de 2017 | 3.8 %             | 4.1 %             | 3.0 %             | 3.3 %             |
| 25       | 20 de noviembre de 2017 | 2.2 %             | 2.4 %             | 1.8 %             | 2.0 %             |
| 26       | 20 de noviembre de 2017 | 2.7 %             | 3.0 %             | 2.1 %             | 2.4 %             |
| 27       | 21 de noviembre de 2017 | 2.7 %             | 2.8 %             | 2.1 %             | 2.2 %             |
| 28       | 21 de noviembre de 2017 | 3.2 %             | 3.3 %             | 2.3 %             | 2.4 %             |
| 29       | 27 de noviembre de 2017 | 4.1 %             | 4.3 %             | 3.2 %             | 3.4 %             |
| 30       | 27 de noviembre de 2017 | 4.5 %             | 5.0 %             | 3.5 %             | 3.9 %             |
| 31       | 28 de noviembre de 2017 | 3.7 %             | 4.5 %             | 2.8 %             | 3.6 %             |
| 32       | 28 de noviembre de 2017 | 5.0 %             | 5.8 %             | 4.0 %             | 4.7 %             |
| Promedio | Promedio                | 3.9 %             | 4.3 %             | 3.1 %             | 3.5 %             |

### Premios y nominaciones
| Año  | Premio                | Categoría                                                            | Nominado (a)   | Resultado |
| ---- | --------------------- | -------------------------------------------------------------------- | -------------- | --------- |
| 2017 | 36th MBC Drama Awards | Premio a la alta excelencia, actor en una serie del lunes y martes   | Kim Ji-seok    | Ganador   |
| 2017 | 36th MBC Drama Awards | Premio a la alta excelencia, actriz en una serie del lunes y martes  | Han Ye-seul    | Nominada  |
| 2017 | 36th MBC Drama Awards | Premio a la excelencia, actor en una serie del lunes y martes        | Lee Sang-woo   | Nominado  |
| 2017 | 36th MBC Drama Awards | Premio dorado a la actuación, actor en una serie del lunes y martes  | Ahn Se-ha      | Nominado  |
| 2017 | 36th MBC Drama Awards | Premio dorado a la actuación, actriz en una serie del lunes y martes | Ryu Hyun-kyung | Nominada  |
| 2017 | 36th MBC Drama Awards | Premio a la popularidad, actor                                       | Kim Ji-seok    | Nominado  |
| 2017 | 36th MBC Drama Awards | Premio a la popularidad, actriz                                      | Han Ye-seul    | Nominada  |
| 2017 | 36th MBC Drama Awards | Mejor nueva actriz                                                   | Lee Sang-hee   | Nominada  |

## Producción
La serie fue creada por Lim Hwa-min. Originalmente el título principal de la serie iba a ser No Sex and the City. La dirección estuvo a cargo de Lee Dong-yoon, mientras que el guion estuvo en manos del escritor Lee Sun-hye, la producción fue realizada por Jang Jae-hoon, con el apoyo del productor ejecutivo Ji Sung-bum. La primera lectura de guion se llevó a cabo el 11 de julio de 2017.
Debido a la huelga ocurrida de los trabajadores de la MBC, la serie no se estrenó el 25 de septiembre de 2017 como se tenía planeado, sino que se estrenó el 9 de octubre del mismo año.

## Emisión internacional
- Hong Kong: Viu TV (2018).
- Singapur: Oh!K (2017).
- Taiwán: LTV (2017).